# 17070 Yanniksingh
17070 Yanniksingh è un asteroide della fascia principale. Scoperto nel 1999, presenta un'orbita caratterizzata da un semiasse maggiore pari a 2,583710 UA e da un'eccentricità di 0,183456, inclinata di 10,090555° rispetto all'eclittica. Ha un diametro di 5,067 km.